# Trans-Nova Guinea
Trans-Nova Guinea (TNG) és una família extensa de llengües papús parlades a Nova Guinea i les illes veïnes, potser la tercera família lingüística més gran del món per nombre d'idiomes. Es considera que el nucli de la família està establert, però els seus límits i la pertinença general són incertes. Les llengües són parlades per uns 3 milions de persones. Hi ha hagut tres propostes principals pel que fa a la seva classificació interna.

## Història de la proposta
Tot i que les llengües papús en la seva majoria estan poc documentades, fa temps que es reconeixen diverses branques de Trans-Nova Guinea. Les llengües Eleman van ser proposades per primera vegada per S. Ray el 1907, parts de Marind van ser reconegudes per Ray i JHP Murray el 1918, i les llengües Rai Coast el 1919, de nou per Ray.
El precursor de la família Trans-Nova Guinea va ser la proposta de 1960 de Stephen Wurm d'una família de les Terres altes de Nova Guinea Oriental. Tot i que va trencar amb Malcolm Ross el 2005, va unir diferents branques del que es va convertir en TNG per primera vegada, enllaçant Engan, Chimbu–Wahgi, Goroka i Kainantu. (Duna i Kalam es van afegir el 1971. Llavors, el 1970, Clemens Voorhoeve i Kenneth McElhanon van observar 91 semblances lèxiques entre les famílies de Nova Guinea Central i Meridional (CSNG) i Finisterre–Huon, que havien establert respectivament uns anys abans. La seva investigació es va prendre seriosament, tot i que no van elaborar correspondències sonores regulars i, per tant, no van poder distingir entre els cognoms a causa de la relació genealògica, els cognoms a causa del préstec i les semblances casuals. Van triar el nom de Trans-Nova Guinea perquè aquesta nova família va ser la primera a abastar Nova Guinea, des de la península de Bomberai a l'oest d'Irian fins a la península de Huon a l'est de PNG. També van assenyalar possibles cognoms en altres famílies que Wurm afegiria més tard a TNG: Wurm's East New Guinea Highlands, Binandere a la ' Bird's Tail ' de PNG i dues famílies que John Z'graggen s'uniria més tard (1971, 1975) en el seu 100 idioma Madang–Adelbert Range.
El 1975 Wurm va acceptar les sospites de Voorhoeve i McElhanon sobre noves connexions, així com el treball de Z'graggen, i va postular enllaços addicionals amb, entre d'altres, les llengües de l'illa de Timor a l'oest de Nova Guinea, Angan, Goilalan, Koiarian, Dagan., Eleman, Wissel Lakes, l'antiga família Dani-Kwerba i l'antiga família Trans-Fly–Bulaka River (que havia establert el 1970), ampliant el TNG a un enorme mapa lingüístic que cobria la major part de l'illa de Nova Guinea, com així com Timor i les illes veïnes, i incloïa més de 500 idiomes parlats per uns 2,3 milions de persones. No obstant això, part de l'evidència d'això era tipològica, i Wurm va afirmar que no esperava que resistís bé a l'escrutini. Tot i que va basar la xarxa de relacions entre llengües en pronoms personals característics, diverses de les branques no tenien pronoms en comú amb la resta de la família, o fins i tot tenien pronoms relacionats amb famílies no TNG, però es van incloure perquè eren gramaticalment semblants a TNG. Es van excloure altres famílies que tenien pronoms típics de TNG perquè no s'assemblaven a altres famílies de TNG en la seva estructura gramatical.
Com que la tipologia gramatical es pren prestada fàcilment (moltes de les llengües austronesianes a Nova Guinea tenen estructures gramaticals semblants a les dels seus veïns papús, per exemple, i, per contra, moltes llengües papús s'assemblen tipològicament a les típiques llengües austronesies), altres lingüistes eren escèptics. William A. Foley va rebutjar els resultats de Wurm i fins i tot alguns dels de Voorhoeve, i va dividir gran part del TNG en les seves parts constitutives: diverses dotzenes de famílies petites però clarament vàlides, més una sèrie d'aïllats aparents.
L'any 2005 Malcolm Ross va publicar un esborrany de proposta que reevaluava Trans-Nova Guinea, i va trobar el que creia que era una evidència aclaparadora d'una versió reduïda del phylum, basada únicament en semblances lèxiques, que conservava fins al 85% de la hipòtesi de Wurm, tot i que alguns d'ells de manera provisional.
L'evidència lèxica més sòlida de qualsevol família lingüística són els paradigmes morfològics compartits, especialment els paradigmes molt irregulars o supletius amb morfologia lligada, perquè són extremadament resistents al préstec. Per exemple, si les úniques paraules alemanyes registrades fossin gut "bo" i besser "millor", només això seria suficient per demostrar que amb tota probabilitat l'alemany estava relacionat amb l'anglès. No obstant això, a causa de la gran complexitat morfològica de moltes llengües papús, i el mal estat de la documentació de gairebé totes, a Nova Guinea aquest enfocament es limita essencialment a comparar pronoms. Ross va reconstruir conjunts de pronoms per a les famílies bàsiques de Foley i va comparar aquestes reconstruccions, en lloc d'utilitzar una comparació massiva directa de totes les llengües papús; després va intentar reconstruir els pronoms ancestrals de la llengua proto-Trans-Nova Guinea, com ara *ni "nosaltres", *ŋgi "tu", *i "ells"; i en acabat es va comparar branques poc suportades directament amb aquesta reconstrucció. Les famílies requerien que s'incloguessin dos cognats aparents. Tanmateix, si qualsevol llengua d'una família era una coincidència, la família es considerava una coincidència, augmentant molt la probabilitat de semblances coincidents, i com que les formes plurals estan relacionades amb les formes singulars, una concordança d'1sg i 1pl, tot i que satisfà el requisit de Ross de dos partits, en realitat no són dos partits independents, augmentant de nou la probabilitat de partits falsos. A més, Ross va comptar formes com *a com a coincidència amb 2sg *ga, de manera que /ɡV, kV, ŋɡV, V/ comptaven totes com a coincidències amb *ga. I encara que /n/ i /ɡ/ apareixen en els pronoms papús al doble del nivell esperat per la seva aparició en pronoms d'altres llocs del món, no es correlacionen entre ells com ho farien si reflectís una família lingüística. És a dir, s'argumenta que els pronoms de Ross no donen suport a la validesa de Trans-Nova Guinea i no revelen quines famílies hi podrien pertànyer.
Ross també va incloure a la seva proposta diverses famílies que estaven més ben acreditades per a proves no pronominals, malgrat la manca de pronoms comuns a altres branques de TNG, i va suggerir que hi podria haver altres famílies que s'haurien inclòs si haguessin estat millor testimoniades. Diverses famílies addicionals només estan vinculades de manera provisional a TNG. Com que els límits de la proposta de Ross es basen principalment en un únic paràmetre, els pronoms, tota l'estructura interna continua sent provisional.
La classificació de Ethnologue (edició 16a, 2009) segueix àmpliament la classificació de Ross, però exclou els grups temptatius Kaure-Kapori i Pauwasi del TNG, llistant-los en el seu lloc com a famílies independents. Ethnologue també llesta apart a les TNG centromeridional (Asmat-Ok), encara que manté tant a les llengües papúes meridionals (incloent-hi a les llengües goilala i les llengües pàpues occidentals com a unitats filogenètiques vàlides.
Andrew Pawley i Harald Hammarström (2018) van dur a terme una revisió de la classificació de M. Ross que van acceptar 35 subgrups com a membres de la família trans-neoguineana.

## Les llengües

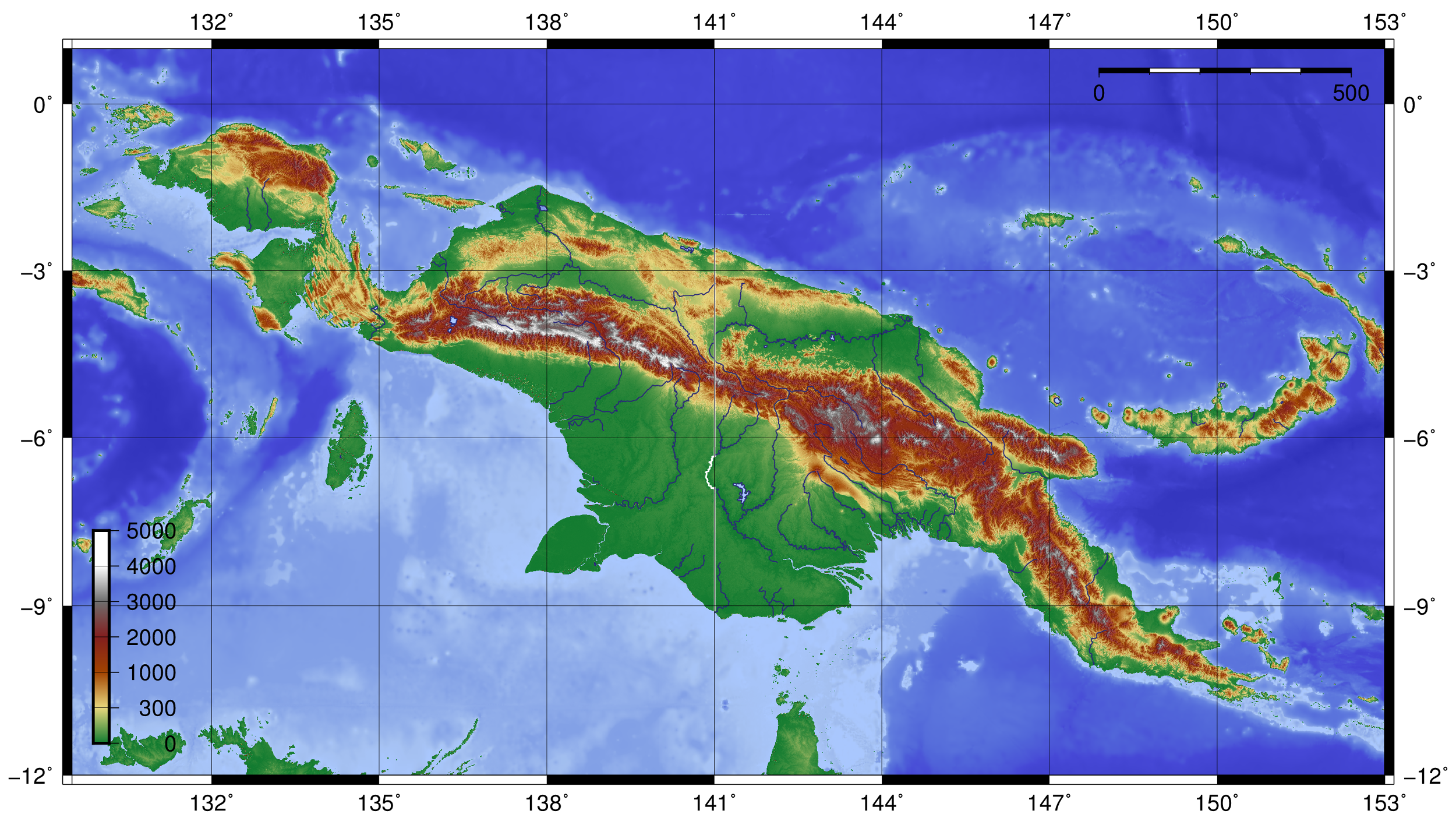
El TNG està fortament associat a les terres altes de Nova Guinea (vermell), i pot haver-se estès amb la propagació de l'agricultura de les terres altes a partir del c. 10.000 BP, probablement a l'est, i només més recentment al sud de les terres altes.

La majoria de les llengües TNG només són parlades per uns quants milers de persones, amb només set (Melpa, Kuman, Enga, Huli, Western Dani, Makasae i Ekari) que les parlen més de 100.000. La llengua amb més parlants fora de la Nova Guinea continental és el makasae de Timor Oriental, amb 100.000 parlants a tota la part oriental del país. L'enga és la llengua trans-Nova Guinea amb més parlants a Nova Guinea, amb més de 200.000 parlants. Golin, Sinasina, Mid Grand Valley Dani, Kamano i Bunaq tenen entre 50.000 i 100.000 parlants (Galela de Halmahera, normalment no classificat com a Trans-Nova Guinea, també té entre 50.000 i 100.000 parlants.) La resta de llengües trans-Nova Guinea tenen menys de 50.000 parlants.
La diversitat més gran lingüística de la proposta de Ross Trans-Nova Guinea i, per tant, potser la ubicació de la pàtria proto-Trans-Nova Guinea, es troba a les terres altes interiors de Papua Nova Guinea, a la serralada del centre a l'est de Nova Guinea on Wurm va plantejar per primera vegada la seva família de les Terres altes de Nova Guinea Oriental. Indonèsia de Papua i la Península de Papua de Papua Nova Guinea (la "cua d'ocell") tenen un menor nombre de branques esteses.
Ross especula que la família TNG podria haver-se estès amb les altes densitats de població que van resultar de la domesticació del taro, instal·lant-se ràpidament a les valls altes al llarg de la serralada però estenent-se molt més lentament a les terres baixes de la malària, i en absolut a zones com la vall del riu Sepik on la gent ja tenia agricultura de nyam, que permetia altes densitats de població. Ross suggereix que el TNG podria haver arribat al seu límit occidental, les illes prop de Timor, potser fa quatre a 4,5 mil anys, abans de l'expansió de l'austronesia en aquesta zona. Roger Blench associa la difusió de les llengües trans-Nova Guinea amb la domesticació del plàtan.

## Descripció lingüística

### Fonologia
La reconstrucció del proto-trans-neoguineà conté un inventari fonèmic simple, típic de les llengües pàpues, format per: cinc vocals /i e a o u/, tres sèries de consonants en tres punts d'articulació /p t k, b d ɡ, m n ŋ/ (aquí, Andrew Pawley reconstrueix també una sèrie de prenasalitzades sonores /mb nd ŋɡ/) a més d'una africada palatal /ʤ ~ ɲʤ/, la fricativa /s/, i les aproximants /l j w/. L'inventari consonàntic reconstruït per Pawley:
|                    |               | Labial | Apical | Laminal | Velar |
| ------------------ | ------------- | ------ | ------ | ------- | ----- |
| obstruent no-nasal | no-continuant | *p     | *t     |         | *k    |
| obstruent no-nasal | continuant    |        |        | *s      |       |
| obstruent nasal    | pre-nasal     | *mb    | *nd    | *ɲʤ     | *ŋɡ   |
| obstruent nasal    | simple        | *m     | *n     |         | *ŋ    |
| aproximant         | aproximant    | *w     | *l     | *y      |       |
Pawley considera aquest inventari preliminar, i assenyala explícitament que podria no ser exhaustiu. Les síl·labes típicament tenen la forma (C)V, sent CVC possible a final de paraula. Moltes d'aquestes llengües són a més llengües tonals.

### Pronoms
Malcom Ross, el treball comparatiu del qual es va basar àmpliament en la forma dels pronoms, reconstrueix les següents formes per al proto-neo-guineà:
| jo       | *na        | nosaltres | *ni- |
| tu       | *ga        | vosaltres | *gi- |
| ell/ella | *(y)a, *ua | ells/es   | *i-  |
On pot observar-se que existeix un ablaut a~i per a diferenciar entre les formes de singular i les de no-singular (plural i dual).
A més d'aquestes formes està testimoniada una forma relacionada molt menys freqüent, *nu per a la primera persona en plural (nosaltres), així com la forma *ja per 'vosaltres', sobre la que Ross especula podia haver estat una forma reverencial de respecte.
A més existeixen sufixos de número dual -li i -t i un sufix de plural -nV, així com alguns sufixos col·lectius com -pi- (dual) i -m- (plural) que funcionaven com a marcadors d'inclusió/exclusió en la primera persona del plural.